# Acceptance Speech
Acceptance Speech è il quinto album in studio del gruppo musicale statunitense Dance Gavin Dance, pubblicato nel 2013.

## Tracce
1. Jesus H. Macy – 3:25
2. The Robot with Human Hair, Pt. 4 – 3:33
3. Acceptance Speech – 4:26
4. Carve – 2:49
5. Doom & Gloom – 3:41
6. Strawberry Swisher, Pt. 3 – 3:35
7. Honey Revenge – 3:28
8. Demo Team – 3:08
9. Death of the Robot with Human Hair – 5:07
10. The Jiggler – 4:55
11. Turn Off the Lights, I'm Watching Back to the Future, Pt. II – 6:00

## Formazione
- Tilian Pearson – voce
- Jon Mess – voce
- Will Swan – chitarra, voce
- Josh Benton – chitarra
- Tim Feerick – basso
- Matt Mingus – batteria, percussioni